# Famille Wincqz
Cette page explique l’histoire ou répertorie les différents membres de la famille Wincqz.

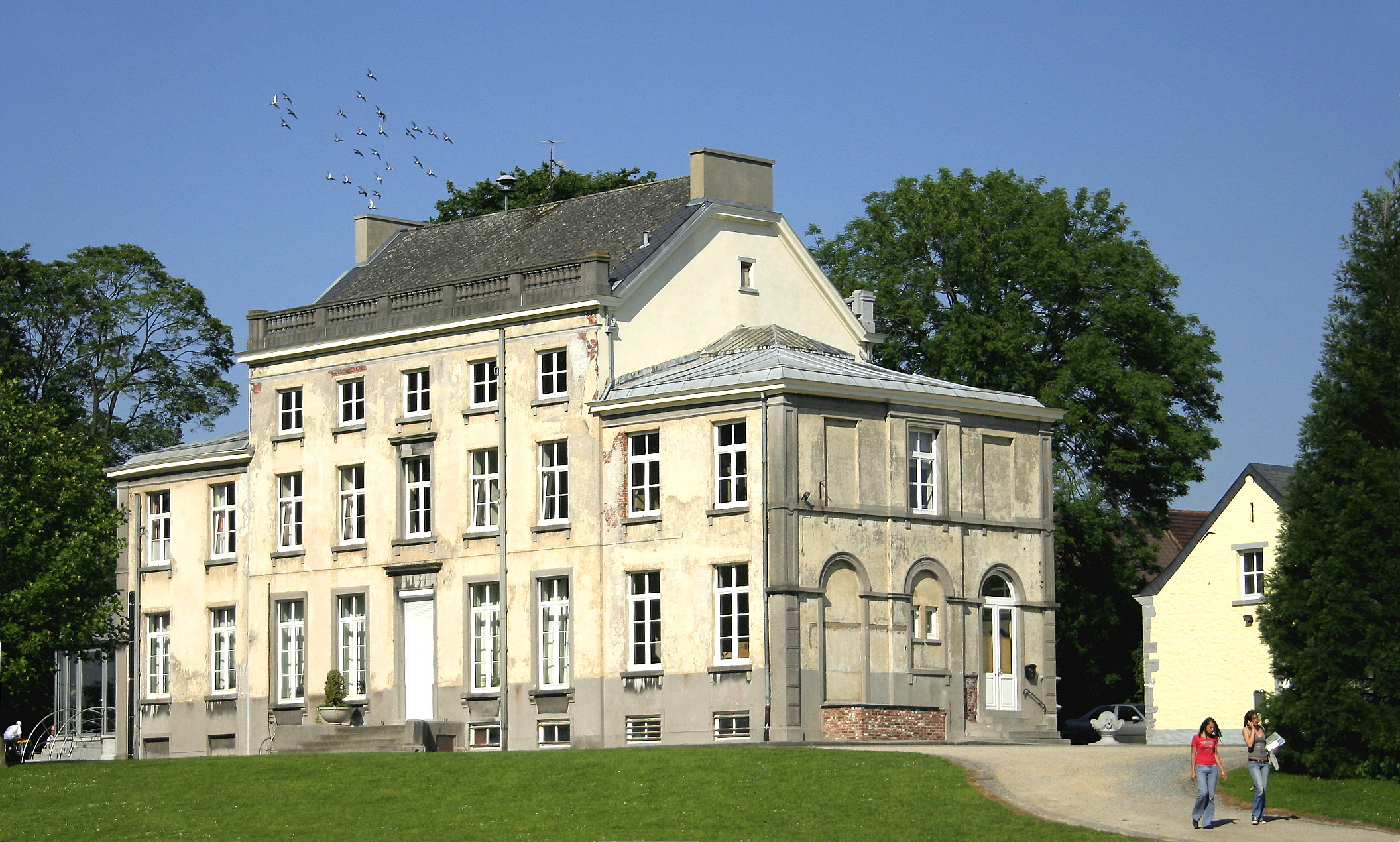
Ancien château Wincqz, aujourd'hui château Paternoster

La famille Wincqz est une ancienne famille de maîtres de carrières originaire de Feluy-Arquennes et établie à Soignies vers 1720.

## Histoire

### Essor industriel
Implantés à Soignies, les Wincqz commencent à traiter des affaires considérables et des chantiers éloignés. Ils sont associés à la reconstruction des abbayes, châteaux et des belles demeures urbaines. Dès 1785, l'entreprise effectue de lourds investissement et acquiert une pompe à feu. En 1852, ils sont à la tête d'un important domaine de 56 hectares et tentent sans cesse de moderniser leur entreprise. 

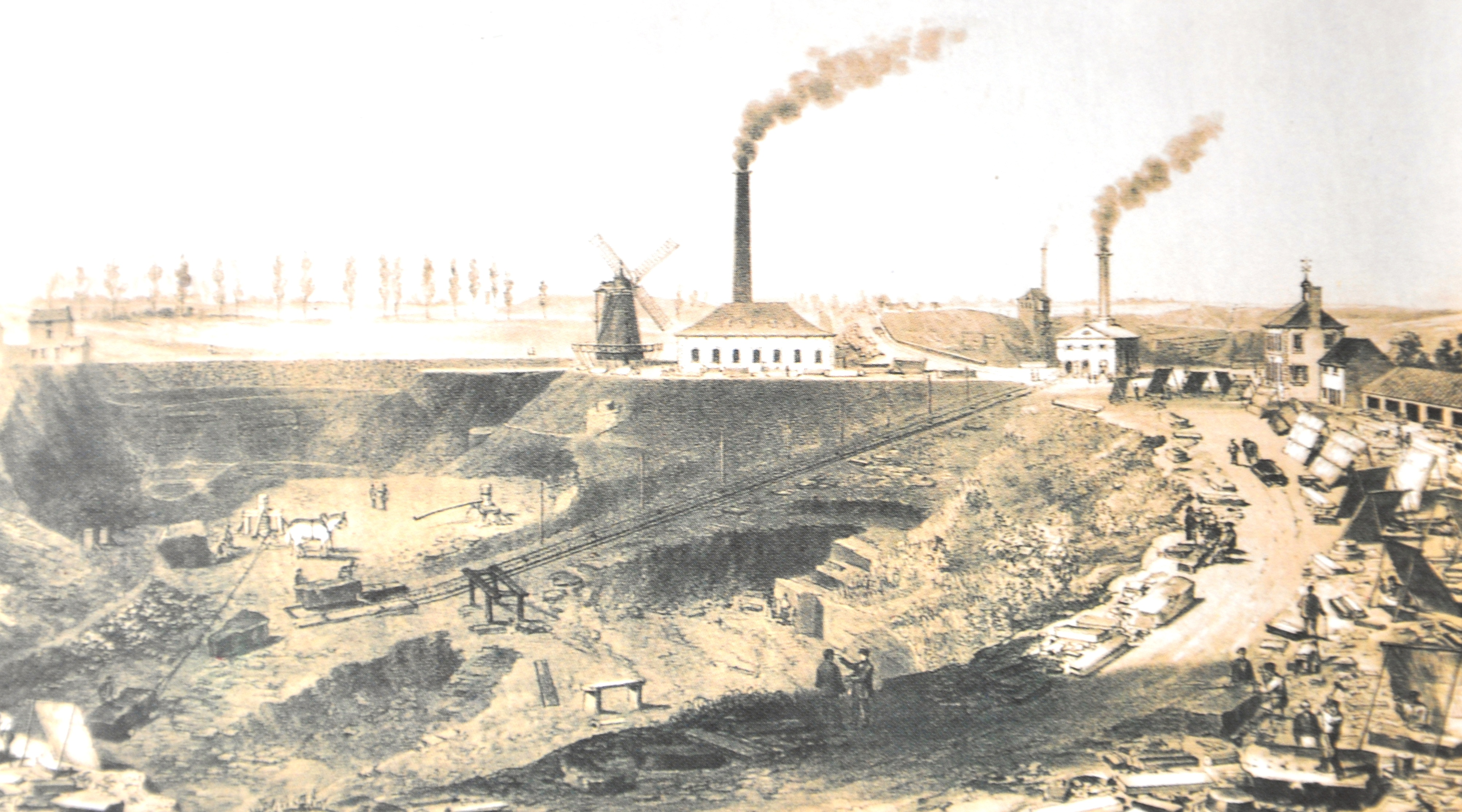
La Grande Carrière Wincqz - Rue Mademoiselle Hannicq - Soignies
Gravure de Canelle, la Belgique industrielle, 1852.

La ligne de chemin de fer reliant Bruxelles à la France passe à partir du 31 octobre 1841 à Soignies. Les Wincqz obtiennent de l'État la concession d'une voie ferrée industrielle qui les relie directement à la nouvelle gare (le concédé). L'expédition par rail permet de faire face à la livraison de marchandises de plus en plus considérables dans toute l'Europe.
En 1850, la grande carrière Wincqz est la première carrière sonégienne à s'équiper d'une machine à vapeur avec treuil et chemin de fer en rampe pour extraire les blocs.
En 1855, ils font construire une scierie hydraulique, la scierie des "trois planches", établie au fond du parc du château familial, en bordure de la Senne.
En 1894, les installations électriques font appel à un système de distribution de force par courants polyphasés.
Pierre Joseph Wincqz amène à l'exposition universelle de Paris de 1855 un monolithe de huit mètres de haut, deux mètres cinquante de large et dix-huit centimètres d'épaisseur. Son ambition commerciale est internationale et le marché français représente, surtout depuis la création du chemin de fer, un horizon attractif. Il fait breveter "un appareil propre à élever l'eau et le sable nécessaire au sciage des pierres".
En parallèle, il mène une carrière politique intéressante : conseiller communal dès 1841, puis échevin en 1843 et bourgmestre en 1852, il dirige la première majorité libérale sonégienne. Une rue de Soignies et une statue lui rendent aujourd'hui hommage. Peu après sa mort, on dénombre 1395 ouvriers employés dans l'ensemble des carrières de Soignies.

## Château Wincqz
Pour un article plus général, voir http://www.procession-saint-vincent.be/tour/historique/hist30.html Château Wincqz.
Le château Wincqz est une demeure de style néoclassique situé à Soignies en bordure de la Senne. Construit aux environs de 1838 pour la famille Wincqz, il devient au début du XXe siècle la propriété de la famille Paternoster, maîtres de carrières sonégiens. Il est actuellement propriété de l'administration communale de Soignies.
Le château est orné de très beaux vitraux en façade, de pierre bleue autour des fenêtres, pour le porche et les balustrades. 
Une ancienne serre latérale en rotonde témoigne de l'attrait du XIXe siècle pour les plantes exotiques et jardins d'acclimatation.
La propriété comprenait une avant-cour pour permettre aux équipages de déposer les visiteurs, une conciergerie pour les domestiques, une écurie et un garage.
Le vaste parc, d'une superficie de 5 ha 10 ares, est traversé par la Senne avec une vue sur l’étang.

## Généalogie
- Pierre Wincqz
  - Paul Wincqz X Marie Hanon (° ca 1577)
    - Arnould Wincqz (? - † 3 décembre 1667 X Jenne Maillart (? - † 22 juillet 1666)
      - Pierre Wincqz (° ca 1635 - † 4 novembre 1728) X Anne de Hove (ou Dehoux)
        - Jean Wincqz (°16 septembre 1674 - † 2 février 1742) X Thérèse Seutin (°23 juin 1676)
          - Grégoire (I) Joseph Wincqz (°27 juin 1708 à Feluy- †  18 septembre 1794 à Soignies) X Marie Catherine Staumont (° 27 février 1719 - † 10 mai 1790)
            - Jean-François Wincqz (°24 octobre 1743-† 27 mai 1791)
            - Thomas Wincqz (nl) (°7 mars 1752- † 3 janvier 1807) X Marie Catherine Leduc (°6 mars 1750- † 22 novembre 1790)
              - Grégoire (II) Jean François Joseph Wincqz     (° 27 mai 1783 - † 22 mai 1852)
                - Pierre Philippe Joseph Wincqz (°27 octobre 1811 - † 3 avril 1877)
                  - Grégoire (III) Arnould Bernardin Joseph Antoine Wincqz (° 3 août 1847 - † 21 août 1915)

          - Nicolas Joseph Wincqz
            - François Joseph Wincqz

## Personnalités
- Arnould Wincqz (-1667), maître de carrière[2].
- Jean Wincqz (1674-1742), maître de carrière, fut le premier à s'installer à Soignies vers 1720.
- Grégoire Wincqz (1708-1794), maître de carrière[3].
- Jean-François Wincqz, architecte, (° 29 octobre 1743 - † 27 mai 1791)
- Thomas Wincqz (nl) (1752-1807), maître de carrière, magistrat (1792) puis agent national (1794) de Soignies[4].
- Grégoire-Joseph Wincqz (1783-1852), maître de carrière[5].
- Pierre Joseph Wincqz, maître de carrière, sénateur (1857), bourgmestre de Soignies (1852-1877).
- Grégoire Wincqz (1847-1915), maître de carrière, bourgmestre de Soignies, député.

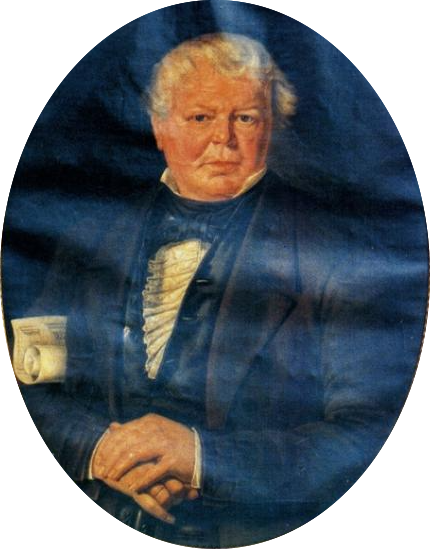
Grégoire-Joseph Wincqz
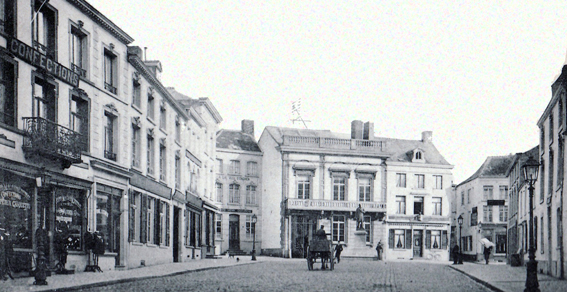
Monument à Pierre Joseph Wincqz